# Споменик кнезу Лазару Хребељановићу
Споменик кнезу Лазару Хребељановићу је постављен и свечано откривен на Видовдан 2021. године у Лазаревом парку, на старом аеродрому у Крушевцу.
Подигнут поводом јубилеја, 650 година од оснивања града Крушевца, споменик кнезу Лазару, дело је аутора др Бориса Стајковца. Представа кнеза Лазара, висока је 4,2m, на постаменту висине 10,5m.